# 道の駅湖北みずどりステーション
道の駅湖北みずどりステーション（みちのえき こほくみずどりステーション）は、滋賀県長浜市湖北町今西にある滋賀県道331号湖北長浜線の道の駅である。
琵琶湖に面した湖北水鳥公園内に位置している。

## 施設
- 駐車場
  - 普通車：103台[5]
  - 大型車：11台[5]
  - 身障者用：4台[5]
- トイレ
  - 男：大2・小4
  - 女：4
  - 身障者用：1
- レストラン（10:30 - 17:30、11月から3月は10:30 - 16:30）
- 売店（9:00 - 18:00、11月から3月は9:00 - 17:00）

### 管理団体
- 設置者：長浜市
- 指定管理者：株式会社紅鮎（2020年9月1日 - ）[6]

## 歴史
長浜市が出資する第三セクターの湖北水鳥ステーション株式会社が指定管理者となっていたが、2019年度（令和元年度）まで1100万円の赤字を計上し、3年連続の赤字となっていた。そのため湖北水鳥ステーション株式会社は同年度には指定管理者に選定されず、2020年（令和2年）6月の株主総会で同社は解散した。
長浜市は湖北水鳥ステーション株式会社との契約を解除し、指定管理者が交代することになった。湖北水鳥ステーション株式会社との業務委託契約で当駅の敷地内で営業していたたこ焼き店も2021年（令和3年）5月に撤退した。

## 休館日
- 毎月第3火曜日
- 年末年始[5]

## アクセス
- 滋賀県道331号湖北長浜線（湖周道路 = さざなみ街道）[5] - 登録路線

自動車
- 北陸自動車道木之本ICまたは長浜ICより約10分。
- 西日本旅客鉄道（JR西日本）北陸本線高月駅または河毛駅より約10分。

## 周辺
- 琵琶湖 - 当駅周辺は日本の夕陽百選に選定されていることから[5]、琵琶湖に沈む夕陽の撮影スポットとなっている[3]。
- 湖北野鳥センター
  - 琵琶湖水鳥・湿地センター（環境省近畿地方環境事務所）
- 尾上温泉
- 野田沼、緑地公園
- 余呉川
- 小谷城跡

## テレビ番組
- 日経スペシャル ガイアの夜明け 熱戦！道の駅パワー～地方の力が集結する“新拠点”～（2010年3月30日、テレビ東京）[9]。- 最年少駅長の挑戦を取材。